# 道の駅たるみずはまびら
道の駅たるみずはまびら（みちのえき たるみずはまびら）は、鹿児島県垂水市にある国道220号の道の駅である。
愛称は「たるたるぱあく」。

## 概要
垂水市の浜平地区に2018年11月23日に開駅した。垂水市では2駅目。
物産館やカフェ、レストラン、情報発信スペースをはじめ、2階部分には展望台がある。また、敷地内には子供広場もあり、垂水市キャラクターの「たるたる」をモチーフにした滑り台などがある。

## 施設
- 駐車場 205台
- トイレ 35器
- 情報発信スペース
- 休憩室
- 休息ベンチ
- 物産館
- カフェ
- レストラン
- マリン施設
- 発電機室
- 防災倉庫

※ 一部の施設はオープン当初は利用できなかったが、2019年3月29日より利用可能になった。

## 周辺
- 垂水中央運動公園
- フェアフィールド・バイ・マリオット・鹿児島たるみず桜島 - 2023年4月12日に隣接地に開業[6]